# Capitole de l'État d'Hawaï
Le Capitole de l'État d'Hawaï, est un édifice public américain situé à Honolulu, qui abrite le siège des institutions de l'État d'Hawaï, le bureau du gouverneur et la Législature de l'État.

## Situation
L'édifice s'élève au centre de la ville d'Honolulu.

## Construction
L'édifice est construit en 1969 par les cabinets d'architectes Belt, Lemmon & Lo et John Carl Warnecke & Associates et remplace dans cette fonction le palais ʻIolani situé à une centaine de mètres de là.